# Steven Hill
Steven Hill (gebürtig: Solomon Krakovsky; * 24. Februar 1922 in Seattle, Washington; † 23. August 2016 in Monsey, New York) war ein US-amerikanischer Schauspieler.

## Leben
Steven Hill hatte 1946 seinen ersten Theaterauftritt am Broadway in Ben Hechts A Flag Is Born zusammen mit Marlon Brando. Im Jahr darauf war er neben Marlon Brando, Montgomery Clift und Julie Harris eines der Gründungsmitglieder von Lee Strasbergs Actors Studio. Von 1948 bis 1951 spielte er in der Stückadaption Mr. Roberts von Joshua Logan sowie in einigen weiteren Broadway-Produktionen. Sein Spielfilmdebüt hatte er 1950 in Lady Without a Passport an der Seite von Hedy Lamarr. Jedoch blieben Filmauftritte zunächst rar, er war hauptsächlich bei Theater und Fernsehen tätig.
1966 wurde er für die Hauptrolle in der Serie Kobra, übernehmen Sie besetzt. Nachdem sich Hill in einer der Episode Der Propagandafilm (Action!) geweigert hatte über eine Leiter in den Studioboden zu klettern, wurde er suspendiert und im weiteren Verlauf der ersten Staffel kaum noch eingesetzt. Da Hill als orthodoxer Jude am Sabbat nicht arbeiten konnte, gab es außerdem häufiger Probleme, wenn Aufnahmen noch nicht abgeschlossen waren, er aber das Studio verließ. Mit Beginn der zweiten Staffel wurde Hill schließlich von der Produktionsgesellschaft durch Peter Graves ersetzt. Daraufhin zog er sich für zehn Jahre von der Schauspielerei zurück und arbeitete stattdessen in anderen Berufen, etwa als Immobilienmakler. Ab Anfang der 1980er Jahre konnte er aber an seine frühere Karriere anknüpfen. So wirkte er unter anderem in Nebenrollen an Spielfilmen wie Der Augenzeuge, Yentl, Staatsanwälte küßt man nicht und Die Firma mit.
Von 1990 bis 2000 spielte er in 227 Episoden der Fernsehserie Law & Order die Rolle des Staatsanwalts Adam Schiff. Hierfür war er 1998 und 1999 als Bester Nebendarsteller in einer Dramaserie für einen Emmy und von 1995 bis 2001 in der Kategorie Bestes Schauspielensemble in einer Dramaserie mit dem übrigen Ensemble siebenmal für einen Screen Actors Guild Award nominiert. Nach seinem Ausscheiden bei Law & Order im Jahre 2000 zog sich der Schauspieler ins Privatleben zurück.
Von 1951 bis 1964 war Hill mit der Schauspielerin Selma Stern verheiratet, mit der er vier Kinder hatte. Die Ehe wurde geschieden. Mit seiner zweiten Frau Rachel Hill blieb er von 1967 bis zu seinem Tod verheiratet, mit ihr hatte er fünf weitere Kinder. Der Schauspieler starb am 23. August 2016 im Alter von 94 Jahren.

## Filmografie (Auswahl)
- 1950: Lady Without a Passport
- 1955: Sturm-Angst (Storm Fear)
- 1958: Die Göttin (The Goddess)
- 1963: Ein Kind wartet (A Child is Waiting)
- 1965: Stimme am Telefon (The Slender Thread)
- 1966–1967: Kobra, übernehmen Sie (Mission: Impossible, Fernsehserie, 28 Folgen)
- 1977: King (Fernseh-Miniserie, 3 Folgen)
- 1980: It’s My Turn – Ich nenn’ es Liebe (It’s My Turn)
- 1981: Reich und berühmt (Rich and Famous)
- 1981: Der Augenzeuge (Eyewitness)
- 1983: Yentl
- 1984: Die Göttliche (Garbo Talks)
- 1984: Die Aufsässigen (Teachers)
- 1986: Sodbrennen (Heartburn)
- 1986: Staatsanwälte küßt man nicht (Legal Eagles)
- 1986: Der City Hai (Raw Deal)
- 1986: Die Trennung (Between Two Women)
- 1989: Columbo: Die vergessene Tote (Murder, Smoke and Shadows, Fernsehreihe)
- 1990: Frühstück bei ihr (White Palace)
- 1990–2000: Law & Order (Fernsehserie, 227 Episoden)
- 1991: Billy Bathgate
- 1993: Die Firma (The Firm)

## Auszeichnungen und Nominierungen (Auswahl)
Emmy
- 1998: Nominierung in der Kategorie Beste Nebendarsteller in einer Dramaserie für Law & Order
- 1999: Nominierung in der Kategorie Beste Nebendarsteller in einer Dramaserie für Law & Order

Screen Actors Guild Award
- 1995: Nominierung in der Kategorie Bestes Schauspielensemble in einer Dramaserie für Law & Order
- 1996: Nominierung in der Kategorie Bestes Schauspielensemble in einer Dramaserie für Law & Order
- 1997: Nominierung in der Kategorie Bestes Schauspielensemble in einer Dramaserie für Law & Order
- 1998: Nominierung in der Kategorie Bestes Schauspielensemble in einer Dramaserie für Law & Order
- 1999: Nominierung in der Kategorie Bestes Schauspielensemble in einer Dramaserie für Law & Order
- 2000: Nominierung in der Kategorie Bestes Schauspielensemble in einer Dramaserie für Law & Order
- 2001: Nominierung in der Kategorie Bestes Schauspielensemble in einer Dramaserie für Law & Order